# Czesław Waryszak

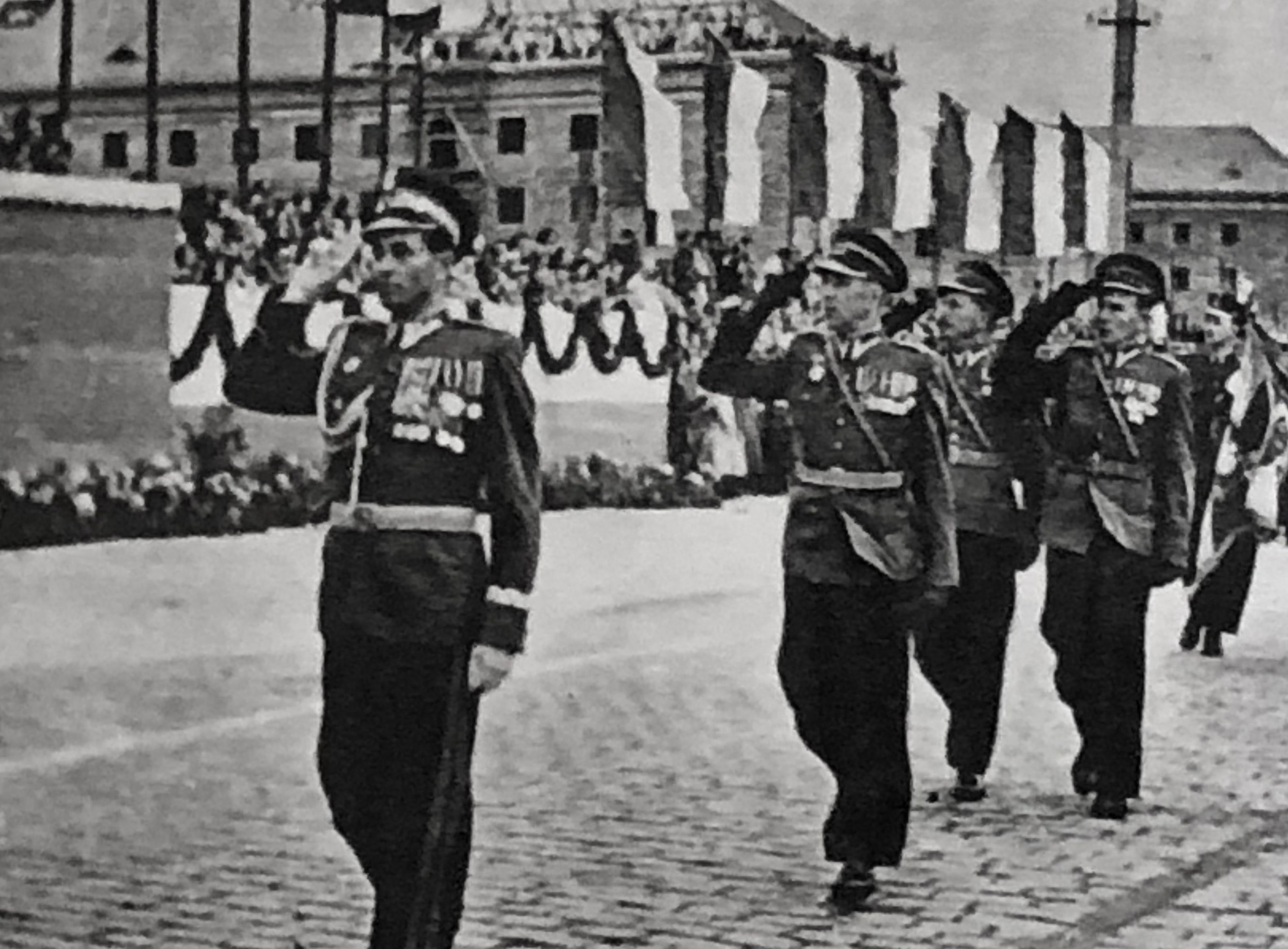
Defilada 22 lipca 1955 na placu Grunwaldzkim we Wrocławiu. Kolumnę prowadzi gen. bryg. Czesław Waryszak

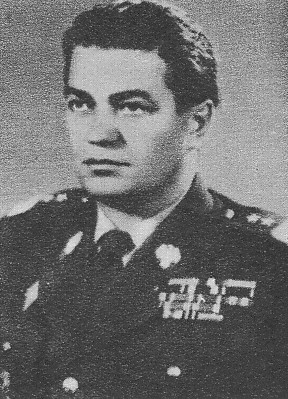
Gen. Czesław Waryszak w latach 60.

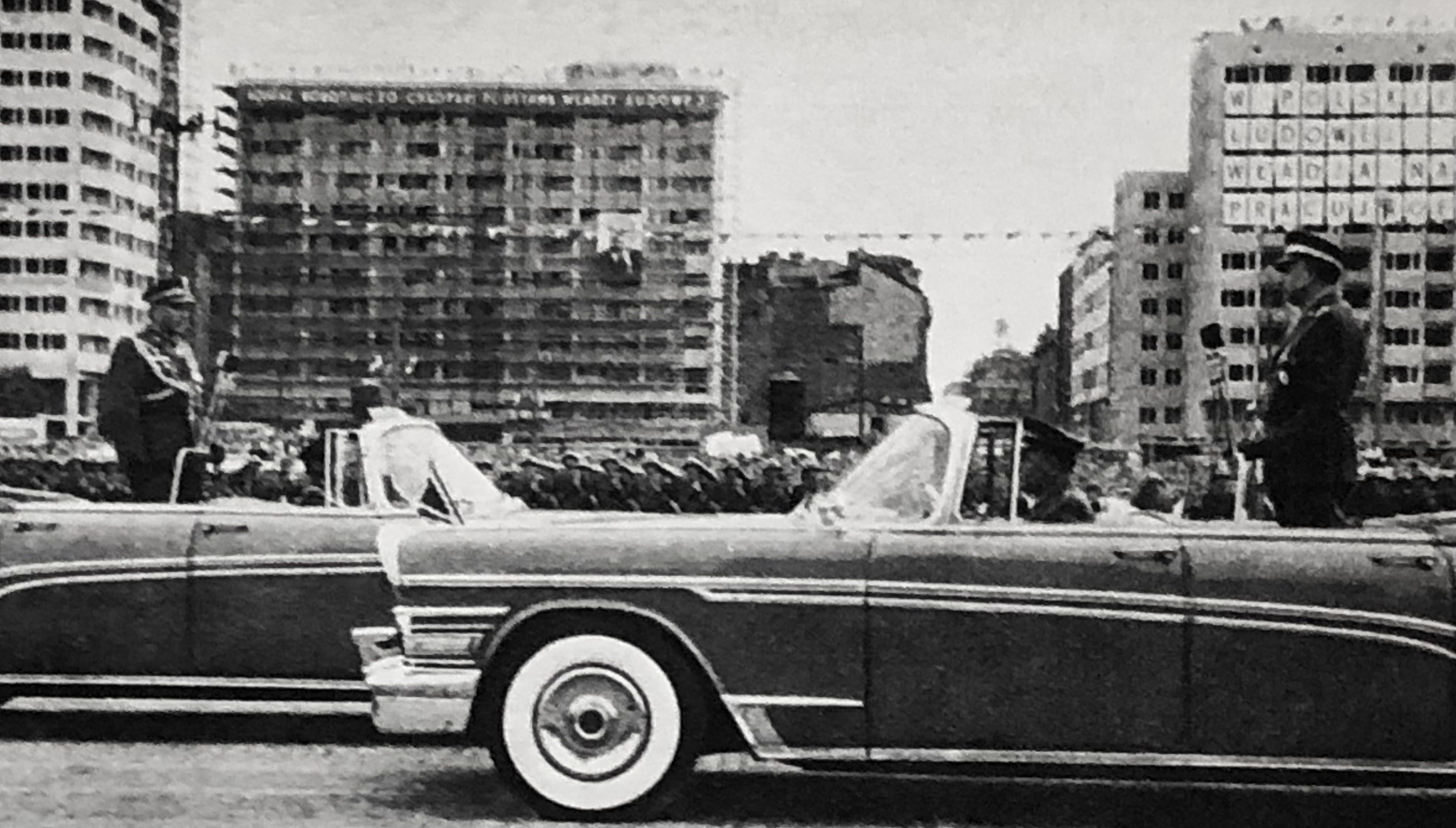
Dowódca Warszawskiego Okręgu Wojskowego gen. dyw. Czesław Waryszak składa meldunek ministrowi obrony narodowej, marszałkowi Polski Marianowi Spychalskiemu, plac Defilad, Warszawa, 22 lipca 1964

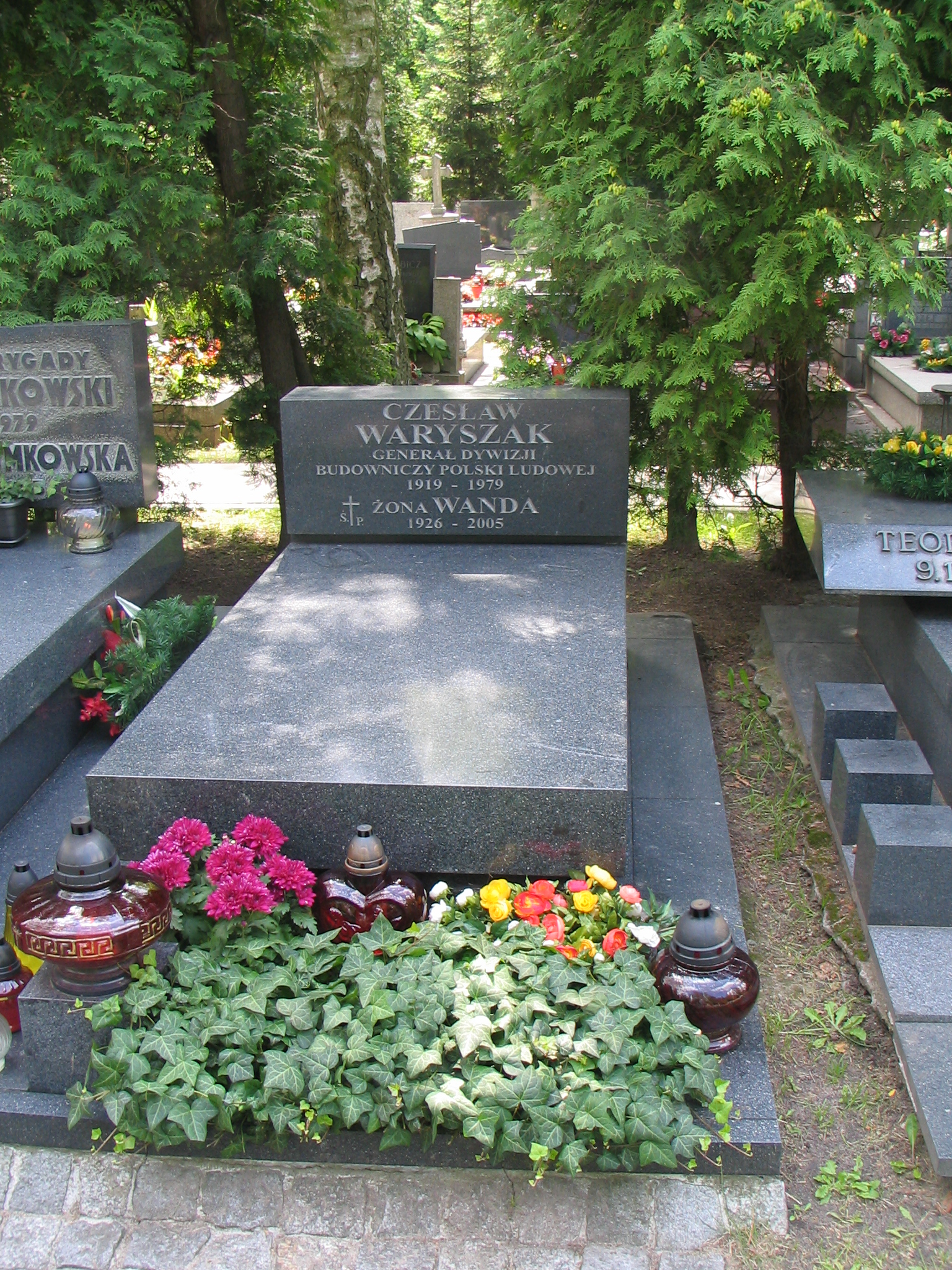
Grób Czesława Waryszaka i jego żony Wandy na cmentarzu Wojskowym na Powązkach w Warszawie

Czesław Waryszak (ur. 15 lutego 1919 w Wólce Kańskiej, zm. 2 marca 1979 w Warszawie) – polski dowódca wojskowy, generał dywizji Wojska Polskiego, członek Komitetu Centralnego PZPR (1964–1968), poseł na Sejm PRL IV kadencji (1965–1969), członek Rady Naczelnej i Zarządu Głównego ZBoWiD. Budowniczy Polski Ludowej.

## Życiorys
Dzieciństwo spędził w Chełmie, a następnie uczęszczał do Państwowej Szkoły Budowlanej w Krzemieńcu i po jej ukończeniu w 1938 roku podjął pracę zarobkową w Kowlu. Od maja 1939 pracował jako technik budowlany w Dyrekcji Okręgowej Kolei Państwowych w Radomiu. We wrześniu 1939 zgłosił się na ochotnika do wojska, lecz nie otrzymał przydziału. Od września 1939 pracował jako kreślarz w Dyrekcji Kolejowej w Kowlu. We wrześniu 1940 został wcielony do Armii Czerwonej i po przeszkoleniu w Oficerskiej Szkole Piechoty przy 322 Pułku Piechoty 32 Dywizji Piechoty w Chabarowsku pełnił funkcję dowódcy drużyny, a następnie dowódcy kompanii w 349 Pułku Piechoty, 113 Pułku Piechoty, 9 i 5 Pułku Piechoty, m.in. w Komsomolsku na Dalekim Wschodzie. Po wybuchu wojny z Niemcami był kierownikiem robót budowlanych w 6 pułku budowlanym (bez stopnia oficerskiego). W maju 1943 wstąpił w obozie w Sielcach nad Oką do Polskich Sił Zbrojnych w ZSRR. Z wyróżnieniem ukończył Szkołę Oficerską przy 1 Dywizji Piechoty im. Tadeusza Kościuszki i 28 sierpnia 1943 został promowany przez gen. bryg. Zygmunta Berlinga na stopień podporucznika w korpusie oficerów piechoty.  
Uczestnik bitwy pod Lenino jako dowódca plutonu w 3 Pułku Piechoty. W trakcie bitwy kontuzjowany. Po wyleczeniu pełnił obowiązki zastępcy dowódcy kompanii do spraw liniowych w 3 pp, a od kwietnia 1944 był zastępcą dowódcy batalionu do spraw liniowych 10 Pułku Piechoty 4 Dywizji Piechoty im. Jana Kilińskiego i jednocześnie komendantem pułkowej szkoły podoficerskiej. Z 4 Dywizją Piechoty przeszedł szlak bojowy od Sum, przez Lublin do Warszawy. Jesienią 1944 został skierowany na kurs dowódców do Akademii Wojskowej im. Michaiła Frunzego w Moskwie, który ukończył w marcu 1945.
Od 1945 na stanowiskach dowódczych w ludowym Wojsku Polskim. Kolejno był dowódcą batalionu w 47 Pułku Piechoty w Świeciu nad Wisłą oraz zastępcą dowódcy tego pułku do spraw liniowych. Od listopada 1945 był szefem wydziału operacyjnego sztabu 1 Dywizji Piechoty im. Tadeusza Kościuszki, a od stycznia 1946 szefem sztabu 2 Pułku Piechoty. Od 15 czerwca 1946 do 26 marca 1948 dowodził 6 Pułkiem Piechoty w Częstochowie. Od marca 1948 studiował w Akademii Sztabu Generalnego WP w Rembertowie, a od czerwca 1948 kontynuował naukę w Wojskowej Akademii Sztabu Generalnego Sił Zbrojnych ZSRR im. Woroszyłowa w Moskwie. Studia ukończył w lipcu 1950.
Po ukończeniu studiów objął w sierpniu 1950 funkcję szefa wydziału operacyjnego sztabu, a od października 1952 był zastępcą szefa sztabu Krakowskiego Okręgu Wojskowego do spraw operacyjnych. Od 18 grudnia 1952 był szefem sztabu Krakowskiego Okręgu Wojskowego. Na mocy zarządzenia Prezesa Rady Ministrów z 7 października 1953 otrzymał nominację na stopień generała brygady. W związku z likwidacją Krakowskiego Okręgu Wojskowego był szefem Komisji Likwidacyjnej Okręgu. 23 kwietnia 1954 powołany na szefa sztabu Śląskiego Okręgu Wojskowego. Od listopada 1956 do stycznia 1964 był dowódcą Śląskiego Okręgu Wojskowego. Na stopień generała dywizji został awansowany na mocy uchwały Rady Państwa PRL z 3 lipca 1958. Nominację wręczył mu w Belwederze 22 lipca 1958 przewodniczący Rady Państwa Aleksander Zawadzki. Od stycznia 1964 do kwietnia 1968 dowodził Warszawskim Okręgiem Wojskowym. 
Dowódca największej w historii Polski defilady z okazji 1000-lecia Państwa Polskiego, która miała miejsce w Warszawie 22 lipca 1966. Od czerwca 1968 był Inspektorem do spraw baz i składnic sprzętu bojowego, a od marca 1972 aż do śmierci w 1979 inspektorem do spraw nadzoru zaplecza technicznego i gospodarczego WP (w strukturach kierownictwa Sztabu Generalnego WP).
Członek Polskiej Partii Robotniczej od 1946, w 1948 przystąpił wraz z nią do Polskiej Zjednoczonej Partii Robotniczej. W latach 1959–1964 był zastępcą członka, a w latach 1964–1968 członkiem Komitetu Centralnego PZPR. Poseł na Sejm PRL IV kadencji (1965–1969). Wieloletni członek Rady Naczelnej i Zarządu Głównego organizacji kombatanckiej Związku Bojowników o Wolność i Demokrację. Od 1975 przewodniczący Komisji Osadnictwa Wojskowego ZG ZBoWiD.
Zmarł nagle 2 marca 1979 w Warszawie. Pochowany z honorami 6 marca 1979 w Alei Zasłużonych na Cmentarzu Wojskowym na Powązkach w Warszawie (kwatera A4-tuje-18). W pogrzebie wziął udział m.in. minister obrony narodowej gen. armii Wojciech Jaruzelski i sekretarz KC PZPR Stanisław Kania. Mowy pogrzebowe wygłosili: wiceminister obrony narodowej, szef Sztabu Generalnego WP gen. broni Florian Siwicki, zastępca dowódcy Warszawskiego Okręgu Wojskowego ds. liniowych gen. bryg. Kazimierz Makarewicz oraz wiceminister do spraw kombatantów Stanisław Kujda.

## Awanse
W trakcie wieloletniej służby w ludowym Wojsku Polskim otrzymywał awanse na kolejne stopnie wojskowe:
- podporucznik – sierpień 1943
- porucznik – sierpień 1944
- kapitan – grudzień 1945
- major – kwiecień 1946
- podpułkownik – październik 1946
- pułkownik – lipiec 1950
- generał brygady – październik 1953
- generał dywizji – lipiec 1958

## Życie prywatne
Był synem Stanisława, robotnika PKP i Wiktorii z domu Karpacz. Od 1946 żonaty z Wandą z domu Kapij (1926–2005). Małżeństwo miało syna i córkę. Mieszkał w Warszawie.

## Odznaczenia
- Order Budowniczych Polski Ludowej (1964)[4]
- Krzyż Komandorski Orderu Odrodzenia Polski (1959)
- Krzyż Oficerski Orderu Odrodzenia Polski (1954)
- Order Krzyża Grunwaldu III klasy (1945)
- Krzyż Walecznych (1946)
- Złoty Krzyż Zasługi (1947)
- Srebrny Krzyż Zasługi (1945)
- Srebrny Medal „Zasłużonym na Polu Chwały” (1946)
- Medal 10-lecia Polski Ludowej (1954)
- Medal 30-lecia Polski Ludowej (1974)
- Medal za Warszawę 1939–1945
- Medal za Odrę, Nysę, Bałtyk
- Medal Zwycięstwa i Wolności 1945
- Złoty Medal „Siły Zbrojne w Służbie Ojczyzny” (1953)
- Srebrny Medal „Siły Zbrojne w Służbie Ojczyzny”
- Brązowy Medal „Siły Zbrojne w Służbie Ojczyzny”
- Złoty Medal „Za zasługi dla obronności kraju”
- Srebrny Medal „Za zasługi dla obronności kraju” (1968)
- Brązowy Medal „Za Zasługi dla Obronności Kraju”
- Odznaka „Zasłużony Działacz Kultury Fizycznej” (1967)[5]
- Odznaka 1000-lecia Państwa Polskiego (1966)[6]
- Złota Odznaka Kół Młodzieży Wojskowej
- Odznaka Kościuszkowska
- Medal pamiątkowy „Za zasługi dla Warszawskiego Okręgu Wojskowego” (1970)[7]
- Złota Odznaka honorowa „Za Zasługi dla Warszawy” (1961)[8]
- Złota Odznaka „Za zasługi dla województwa warszawskiego” (1967)[9]
- Złota odznaka „Zasłużonemu w rozwoju województwa katowickiego”
- Odznaka Honorowa Gryfa Pomorskiego
- Odznaka „Budowniczy Nowej Huty” (1964)[10]
- Order Lenina (Związek Radziecki, 1968)
- Medal „Za wyzwolenie Warszawy” (Związek Radziecki)
- Medal „Za zwycięstwo nad Niemcami w Wielkiej Wojnie Ojczyźnianej 1941–1945” (Związek Radziecki)
- Medal jubileuszowy „Dwudziestolecia zwycięstwa w Wielkiej Wojnie Ojczyźnianej 1941–1945” (Związek Radziecki, 1965)[11]
- Medal „25 lat Zwycięstwa w Wielkiej Wojnie Ojczyźnianej 1941–1945"[12]